# Trăn Miến Điện
Trăn Miến Điện hay còn gọi là trăn mốc,trăn đất(danh pháp hai phần: Python bivittatus) trước đây được xem là phân loài lớn nhất của trăn Ấn Độ trong chi python, cho đến năm 2009 thì các nhà khoa học đã xác minh lại rằng chúng là một loài riêng biệt, và một trong 6 loài rắn lớn nhất thế giới, là loài bản địa nhiều khu vực nhiệt đới và các khu vực bán nhiệt đới phía Nam và Đông Nam Á. Chúng thường được tìm thấy gần nước và đôi khi bán thủy sinh, nhưng cũng có thể được tìm thấy trong cây. Trong đời sống hoang dã, cá thể có chiều dài trung bình 5,74 mét (19 ft),, nhưng có thể đạt đến chiều dài 6,5m, thậm trí là tới 7,5m, cân nặng chúng vào khoảng 90- 190kg. Trăn mốc trong 24 h đã nuốt xong bốn con dê nặng khoảng 5,5 đến 8,5 kg. Nhịn đói trong một thời gian dài, song có khả năng ăn nhiều một lúc. Khi nhịn ăn thì uể oải.

## Phân bố và môi trường sống
Trăn Miến Điện xuất hiện khắp Nam và Đông Nam Á, bao gồm đông Ấn Độ, đông nam Nepal, tây Bhutan, đông nam Bangladesh, Myanmar, Thái Lan, Lào, Campuchia, Việt Nam, lục địa phía bắc Malaysia và ở miền nam Trung Quốc ở Phúc Kiến, Giang Tây, Quảng Đông, Hải Nam, Quảng Tây và Vân Nam. Chúng cũng hiện diện ở Hong Kong, và ở Indonesia trên Java, nam Sulawesi, Bali, và Sumbawa. Loài này được ghi nhận ở đảo Kim Môn.
Chúng thường được tìm thấy gần các đầm lầy và đầm lầy, và đôi khi là bán sống, nhưng cũng có thể được tìm thấy trên cây. Ở Việt Nam thì trăn Miến Điện thường được gọi là trăn mốc.
Nó là một vận động viên bơi lội xuất sắc và cần một nguồn nước lâu dài. Nó sống ở các đồng cỏ, đầm lầy, đầm lầy, chân núi đá, rừng cây, thung lũng sông và rừng rậm với các khe hở. Nó là một nhà leo núi giỏi và có đuôi có thể quấn được.

## Loài xâm lấn

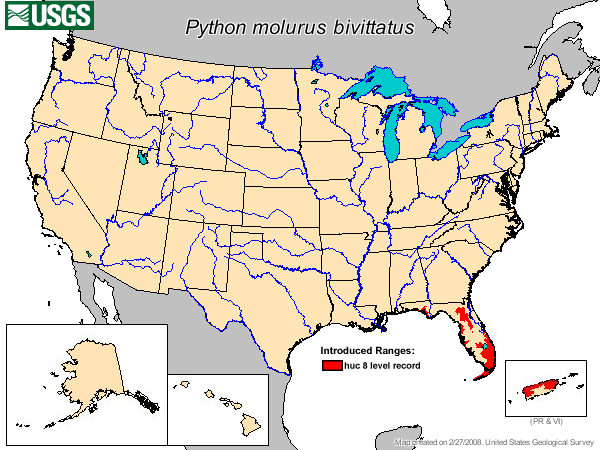
Phạm vi phân bố ở Hoa Kỳ năm 2007

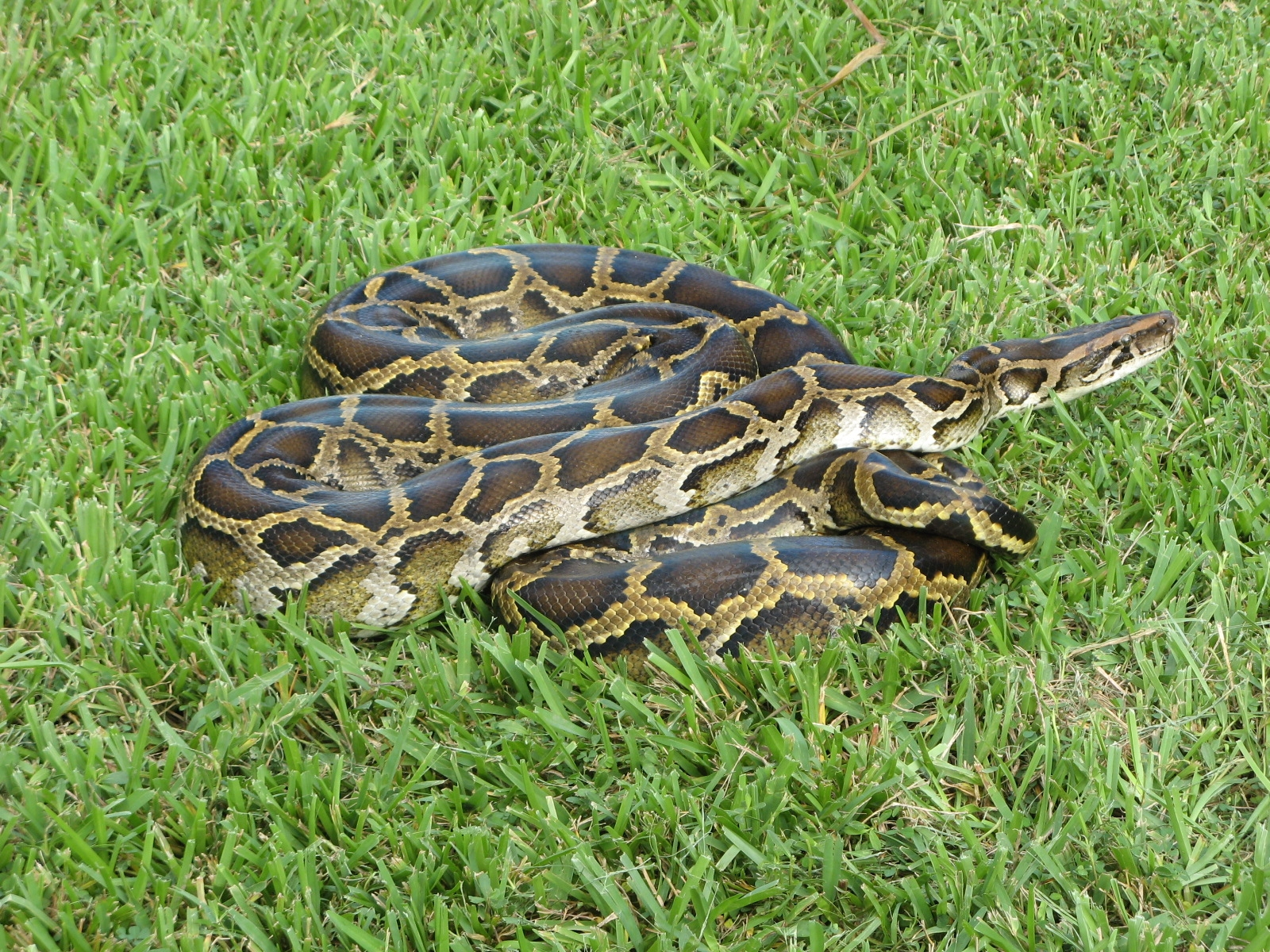
Một con trăn Miến Điện bị bắt ở Florida Everglades

Sự xâm lấn của loài trăn này đặc biệt rộng rãi, đặc biệt là trên Nam Florida, nơi có thể tìm thấy một số lượng lớn trăn ở Florida Everglades. Số lượng trăn Miến Điện hiện tại ở Florida Everglades có thể đã đạt đến quần thể sống sót tối thiểu và trở thành loài xâm lấn. Bão Andrew năm 1992 được coi là đã phá hủy một cơ sở nuôi trăn và vườn thú, và những con trăn trốn thoát này đã lan rộng và các khu vực đông dân cư vào Everglades. Hơn 1.330 cá thể đã bị bắt ở Everglades. Ngoài ra, từ năm 1996 đến 2006, trăn Miến Điện trở nên phổ biến trong ngành buôn bán vật nuôi, với hơn 90.000 con rắn được nhập khẩu vào Hoa Kỳ.

## Hình ảnh

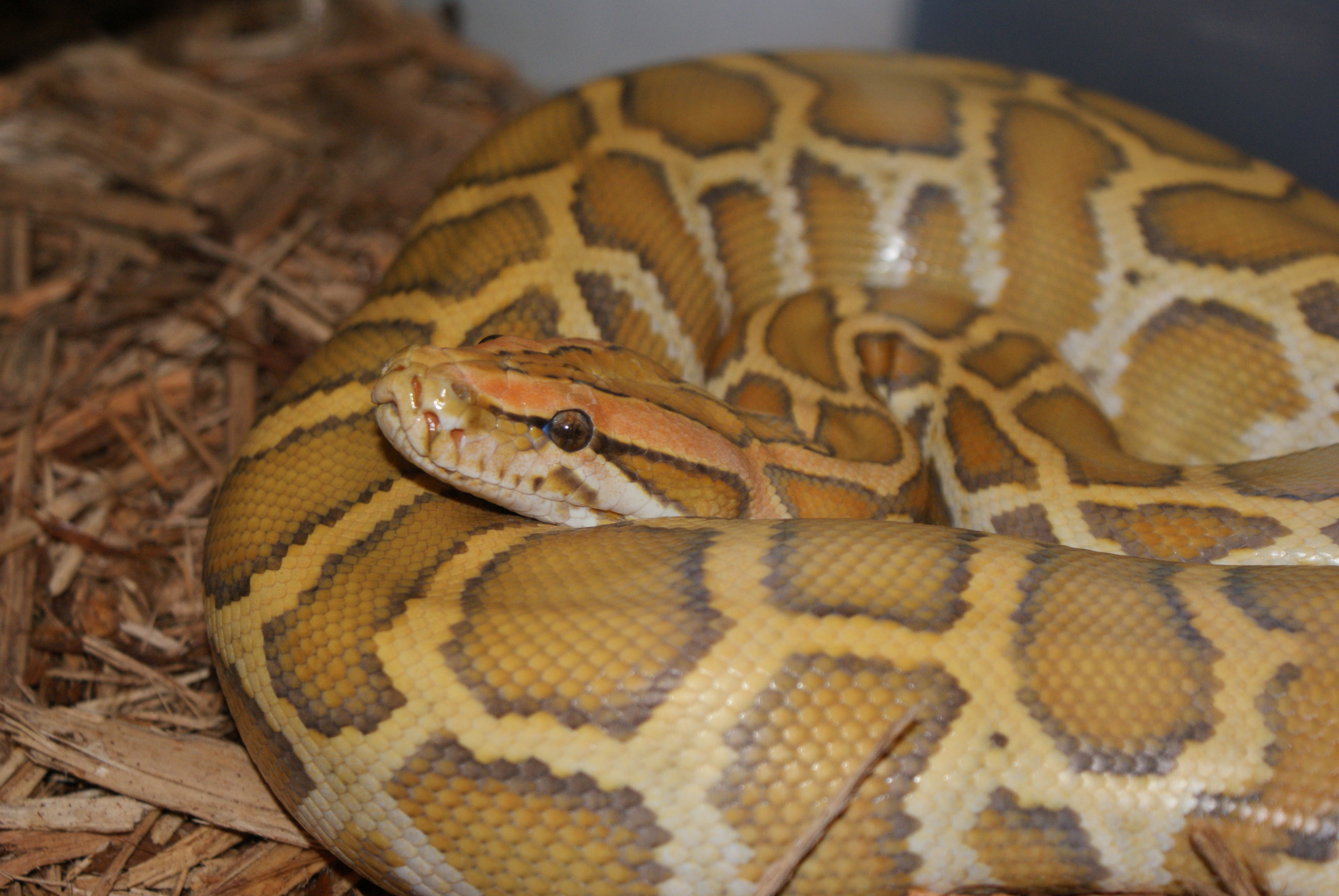
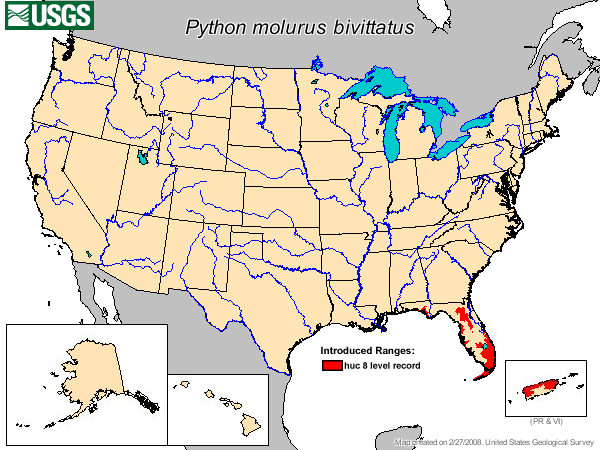
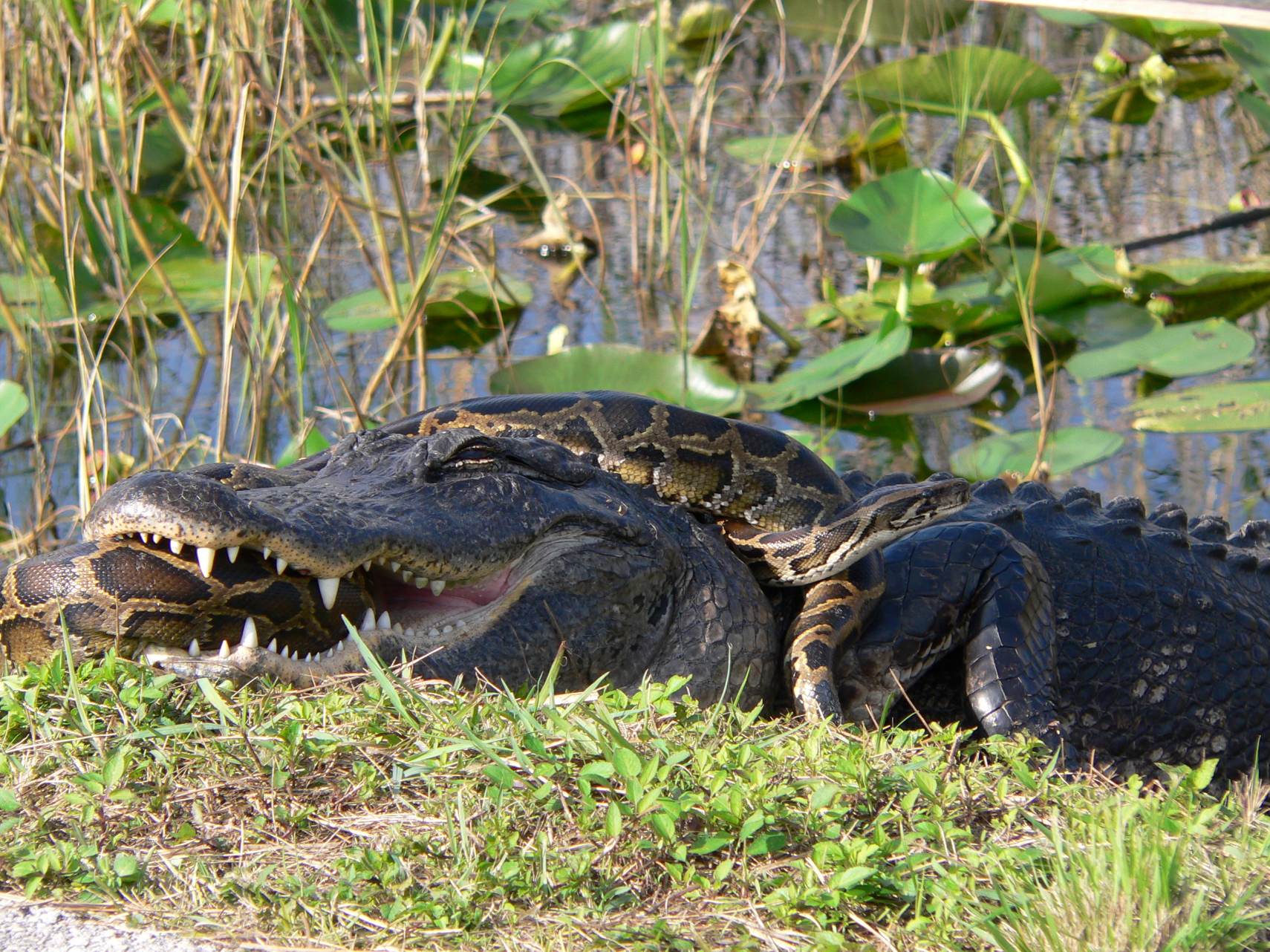
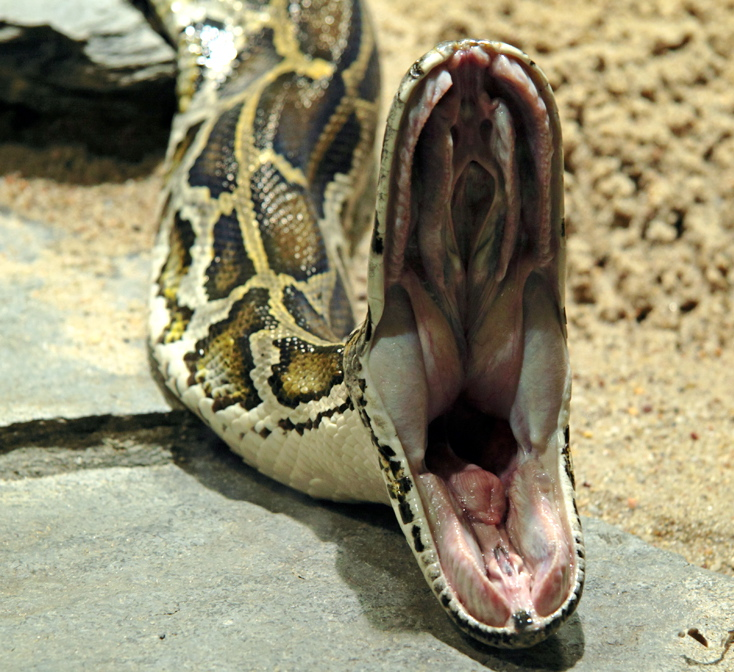
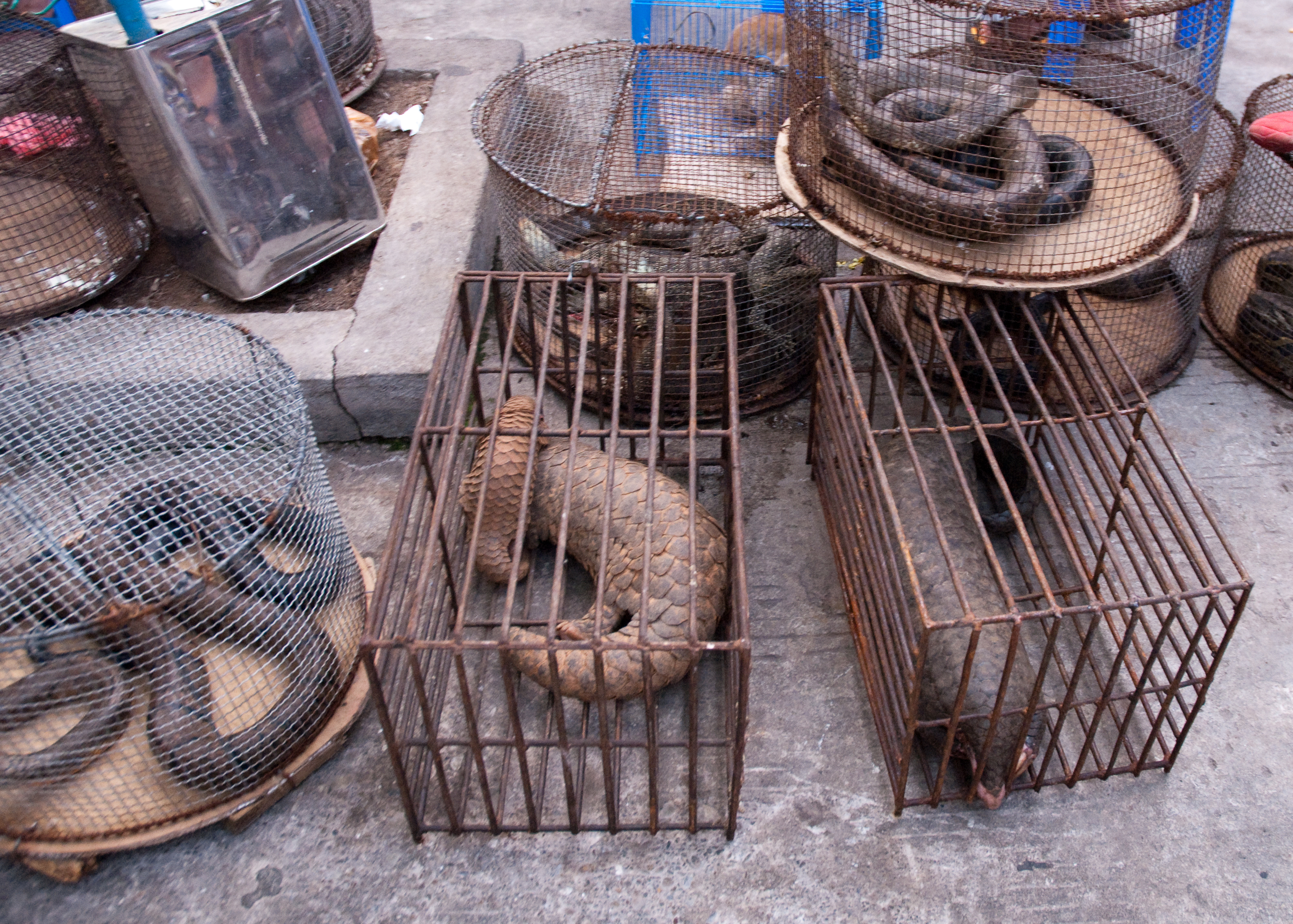
Trăn Miến Điện cùng với tê tê và một số loài rắn khác tại chợ đen ở Mong La, Shan, Myanmar.
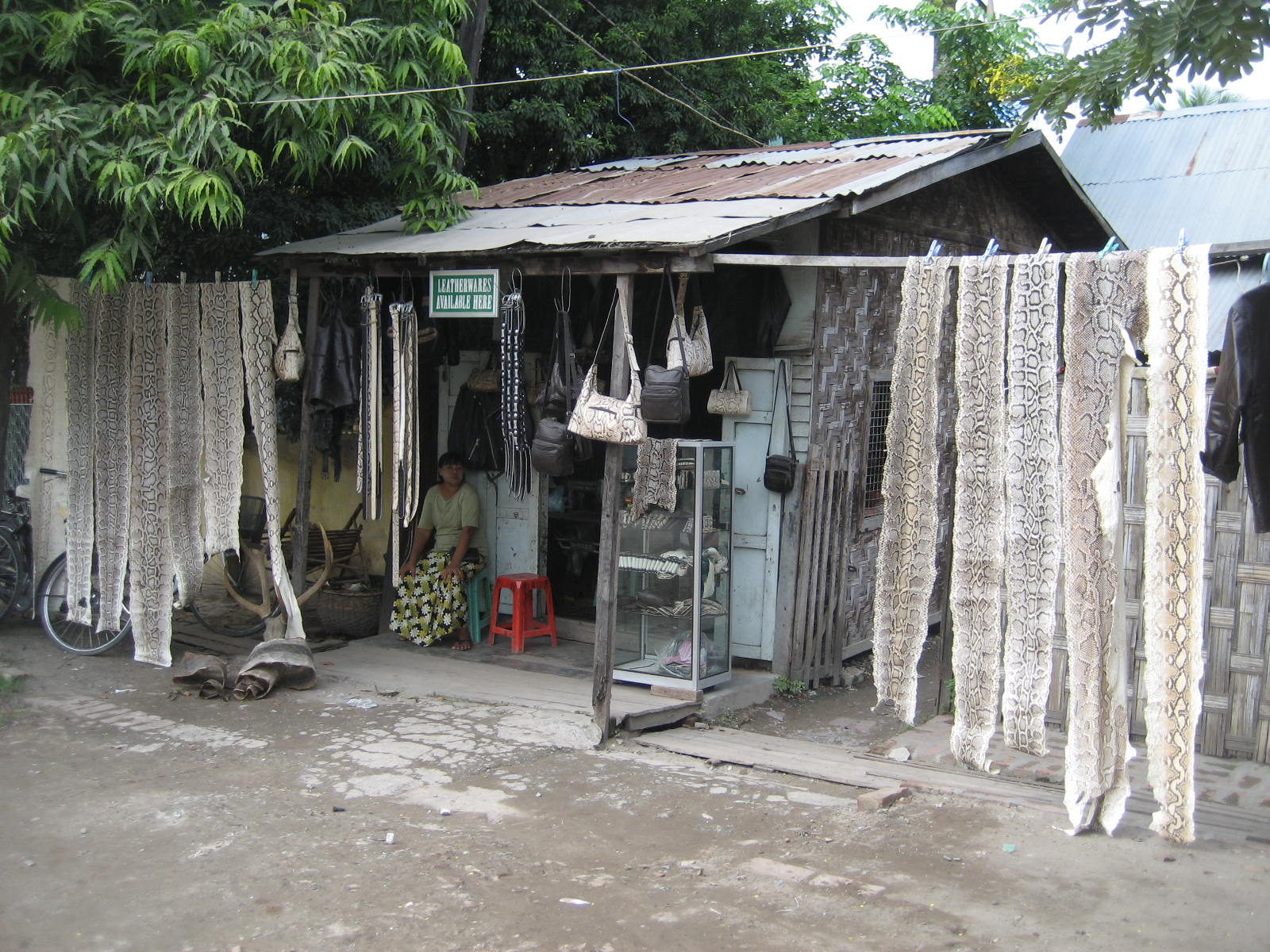
Túi xách, ví da và các mặt hàng khác làm từ da trăn Miến Điện và trăn gấm tại một cửa hiệu ở Mandalay, Myanmar.
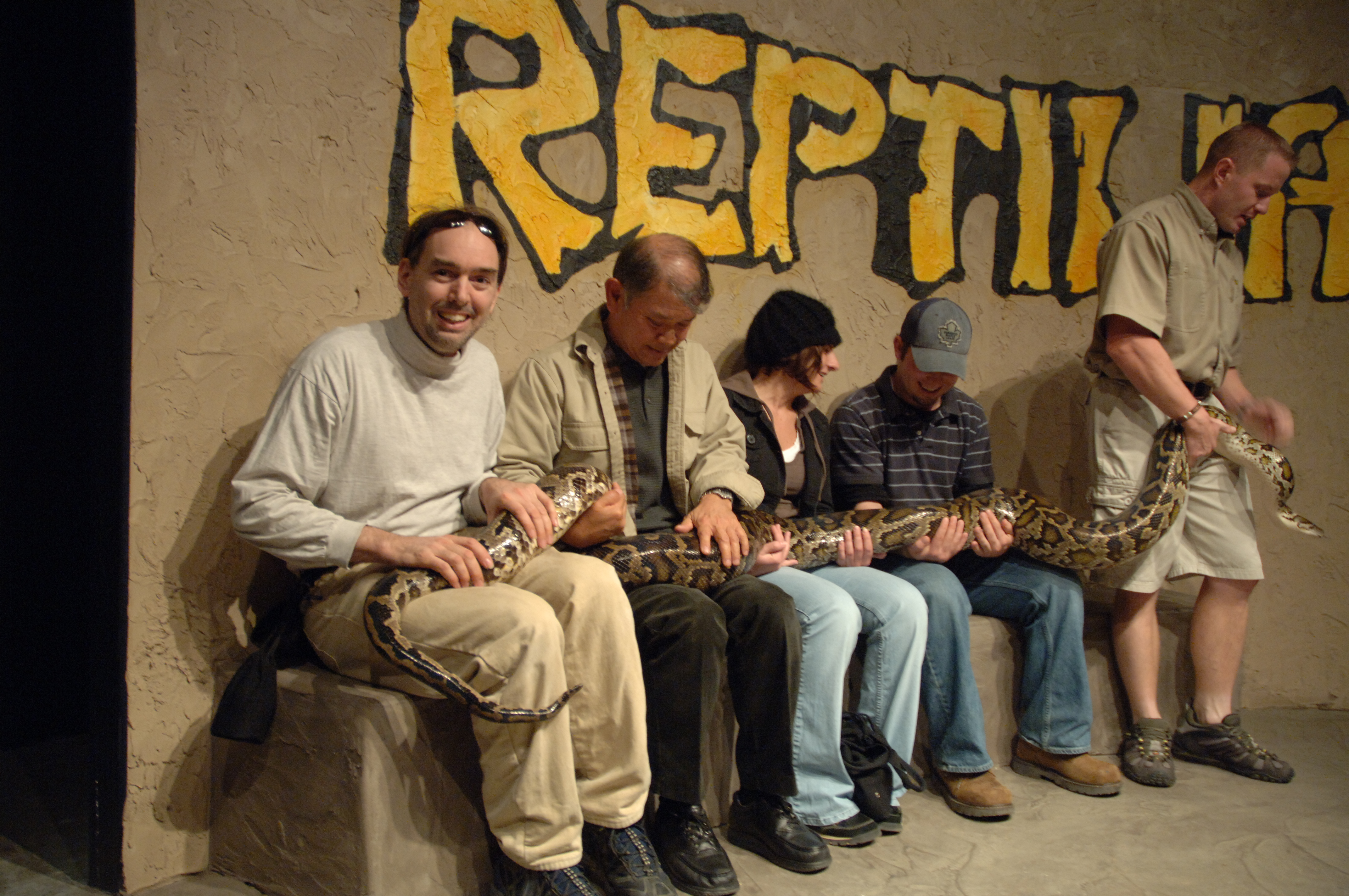
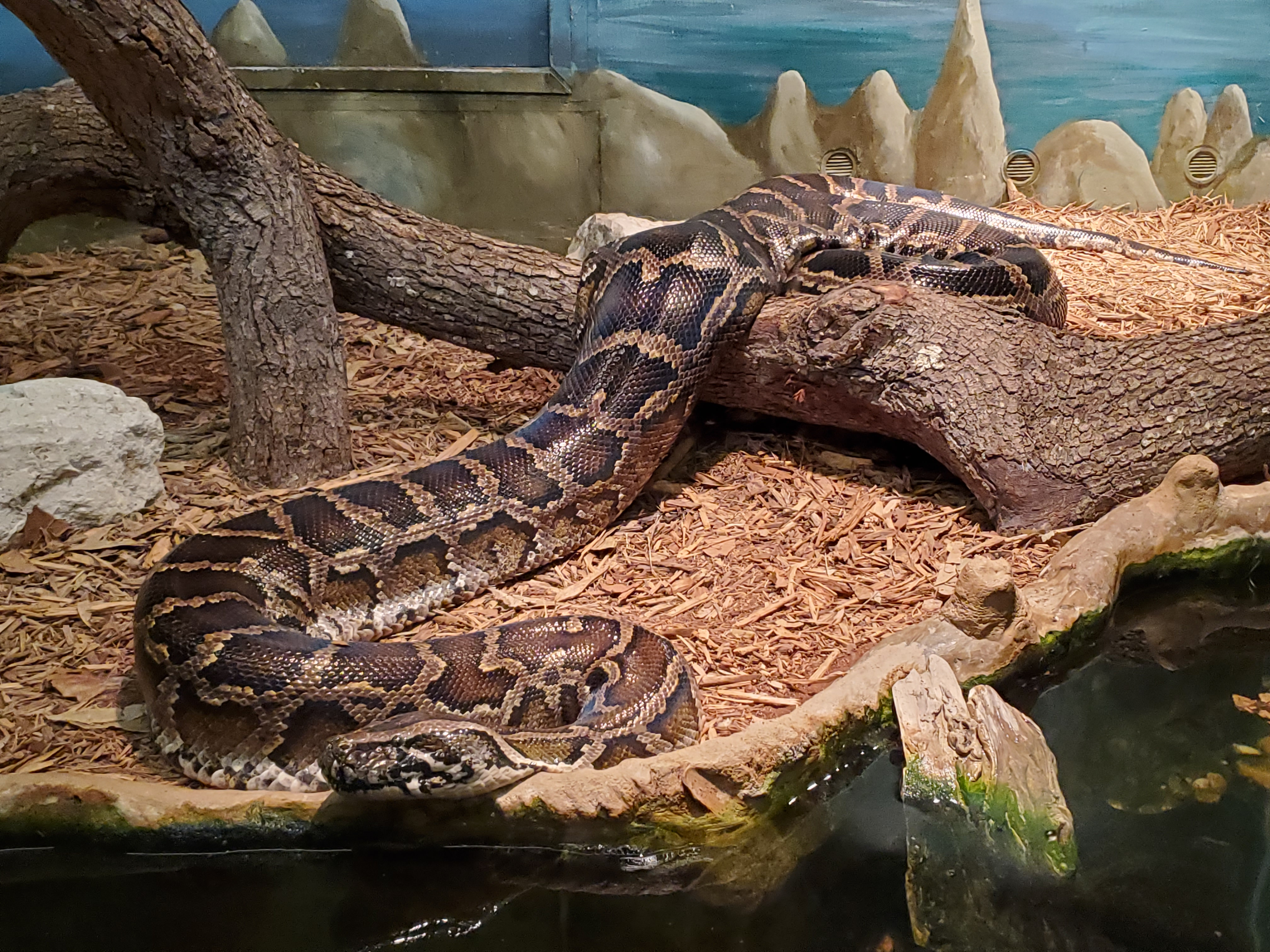
Sở thú Jacksonville
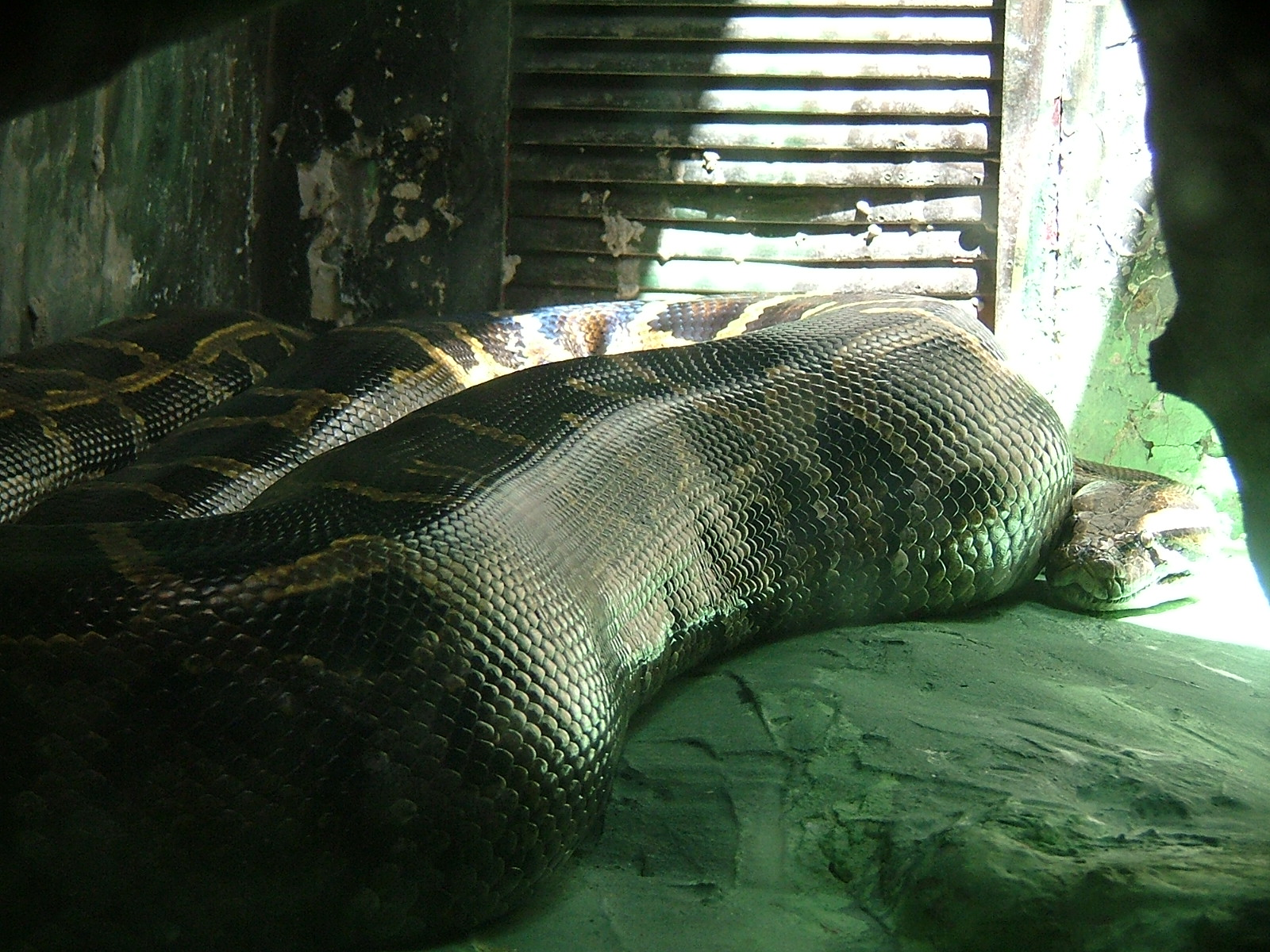
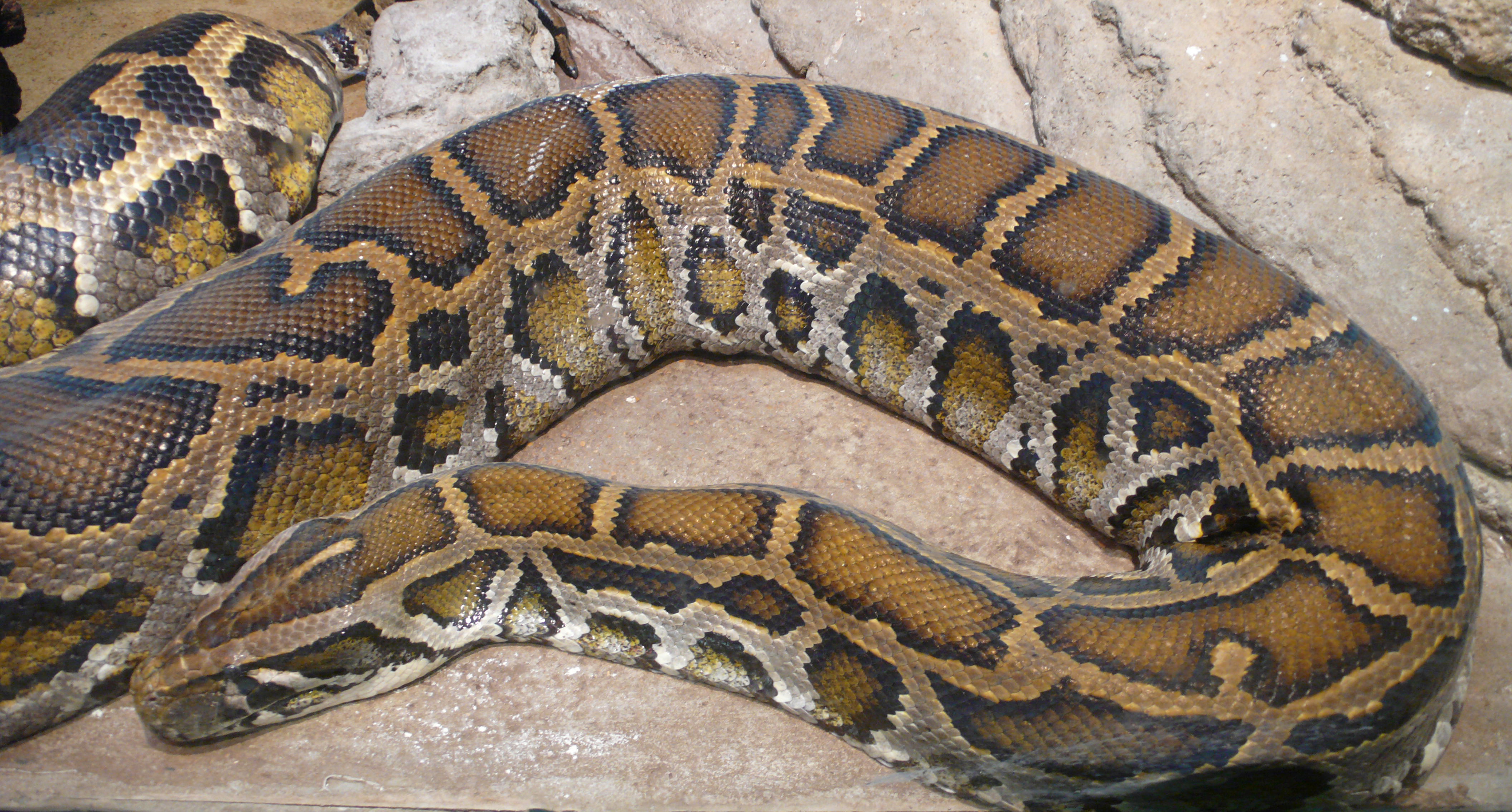
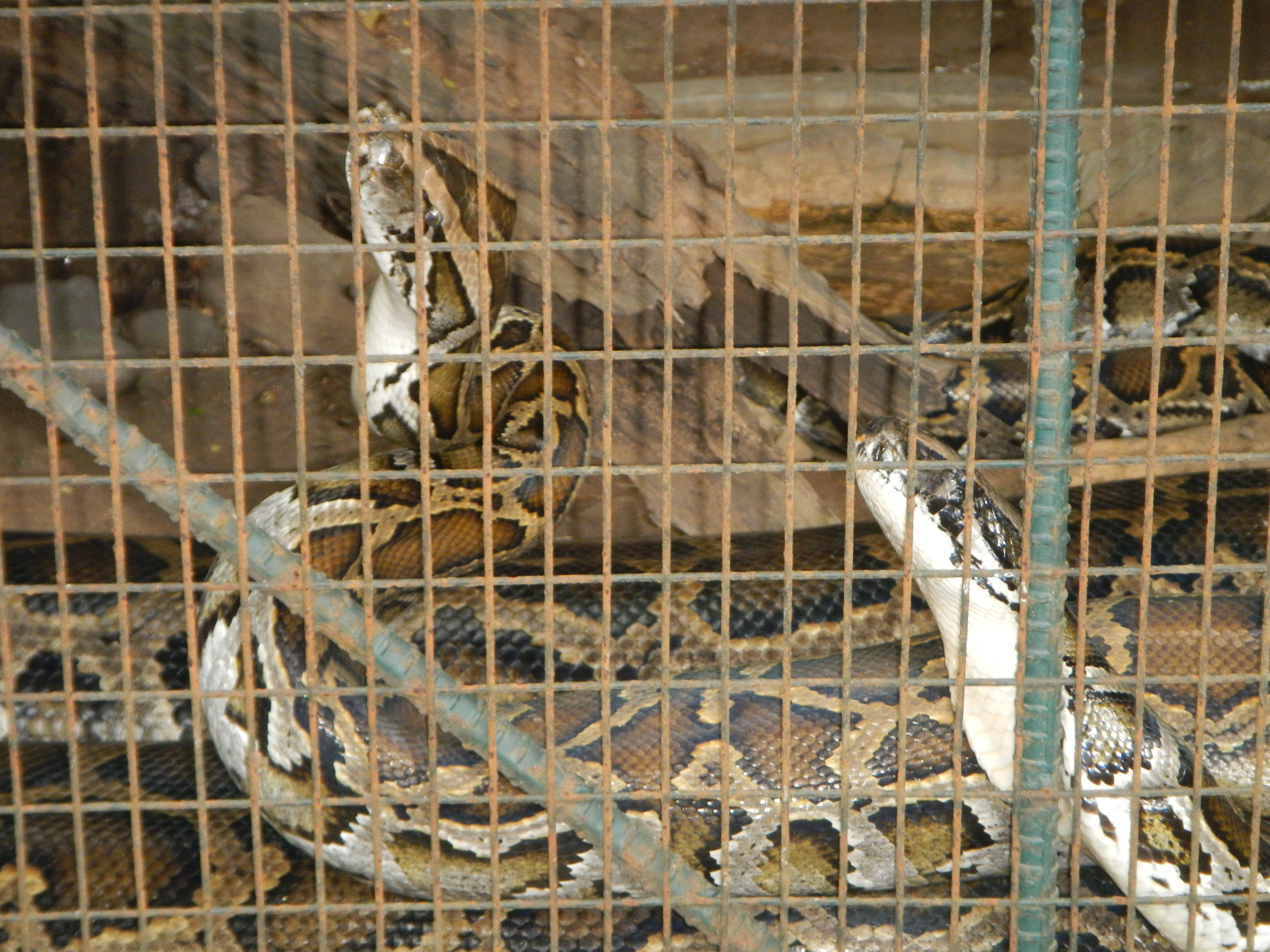
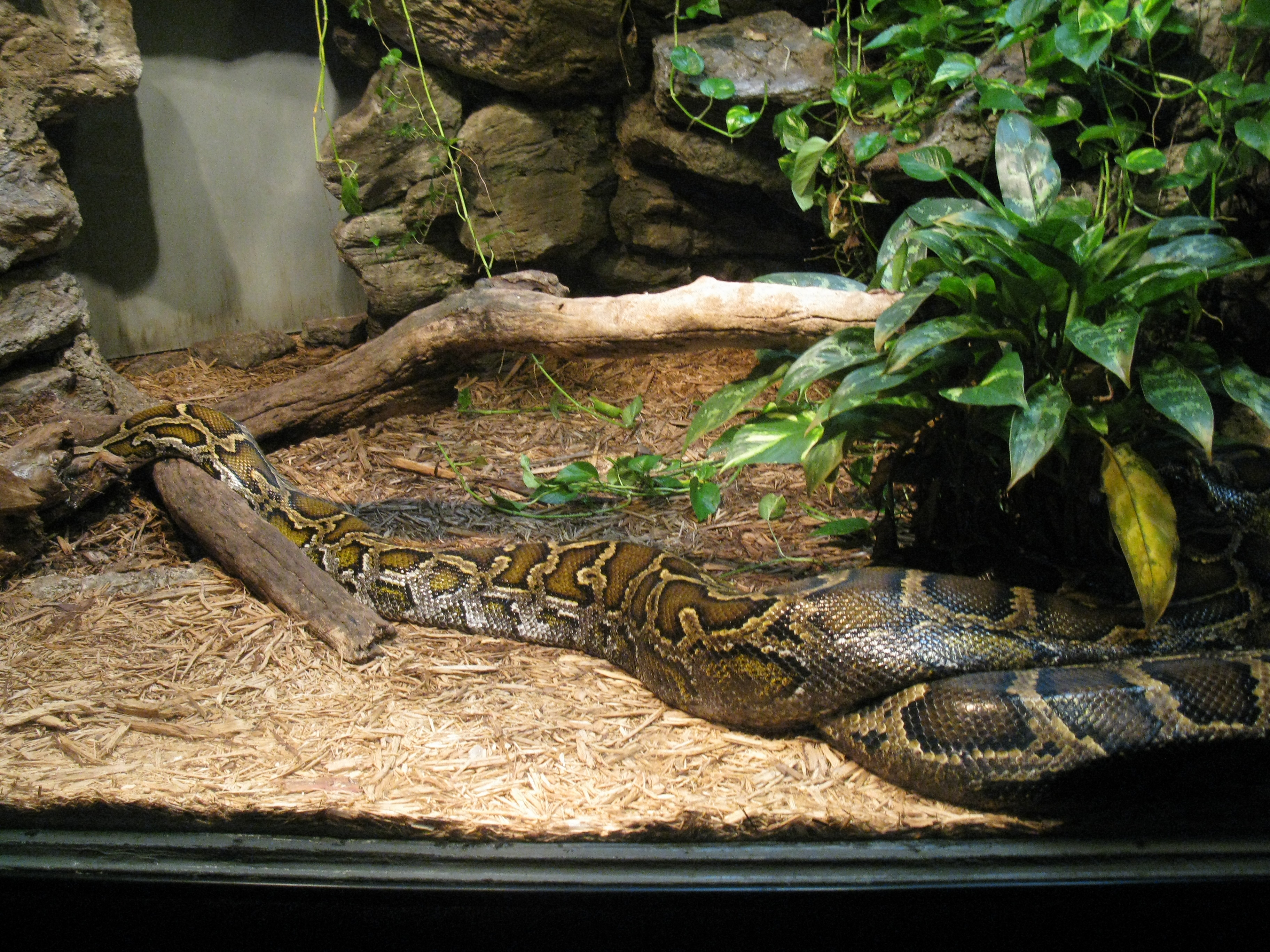
Sở thú Dallas
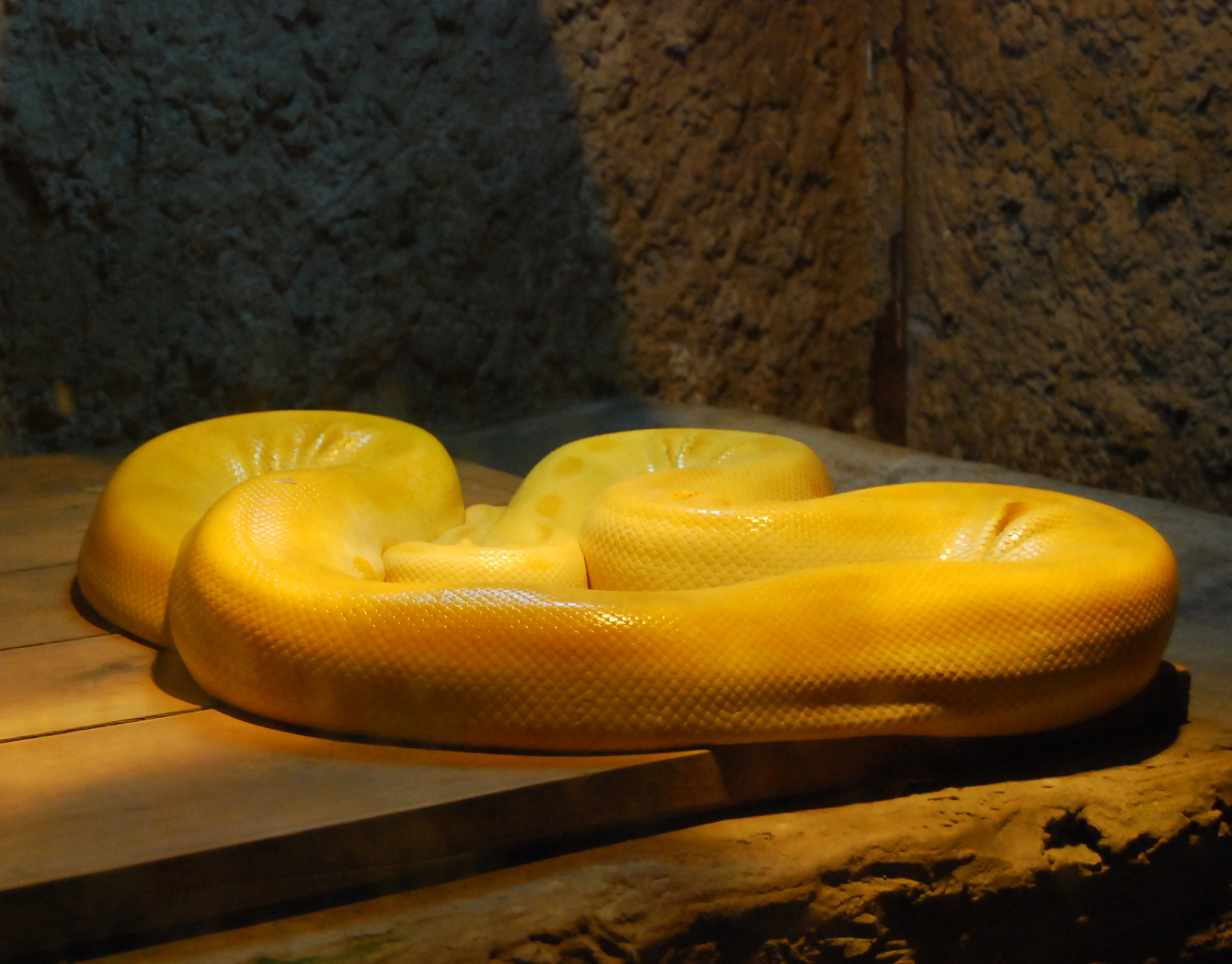
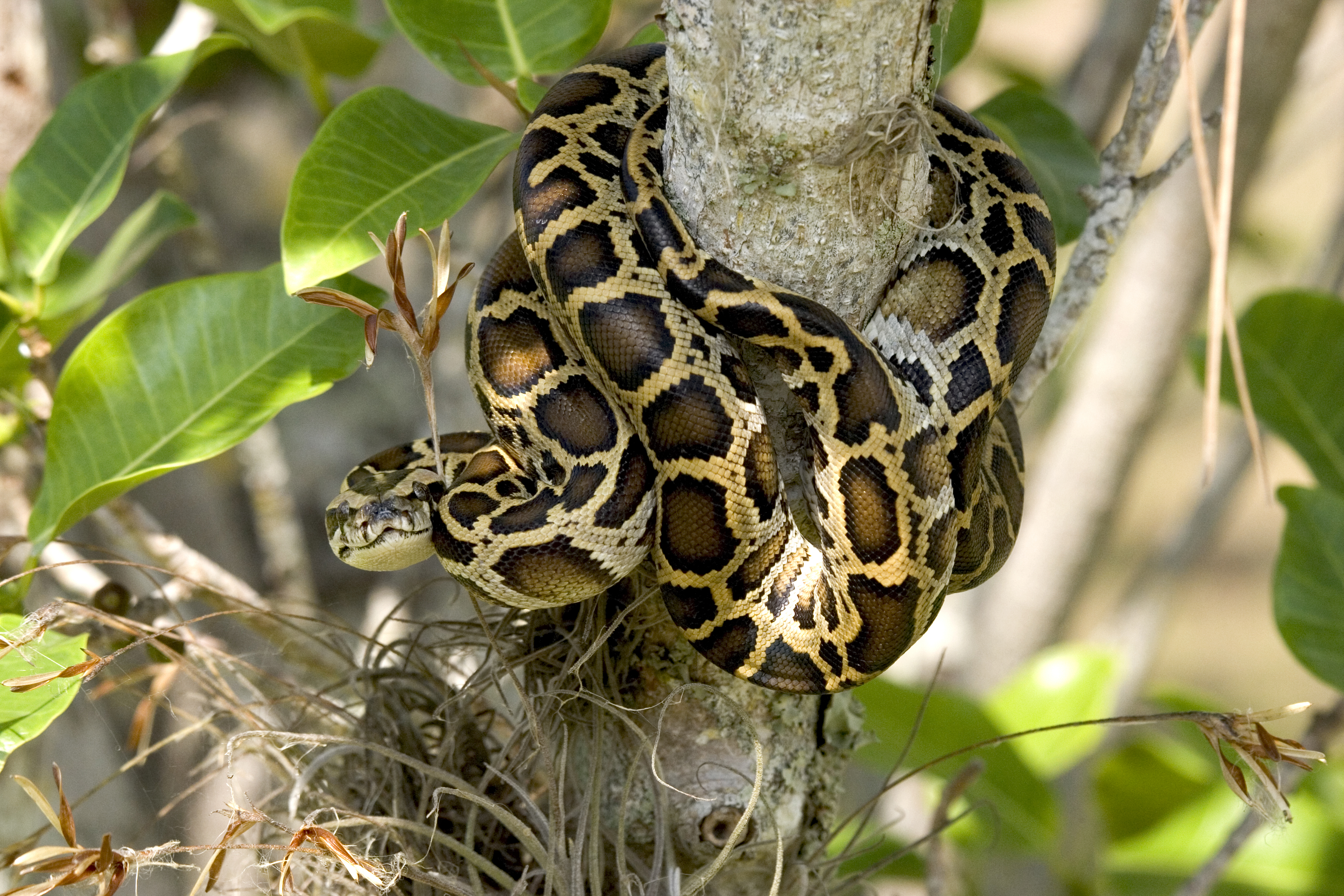
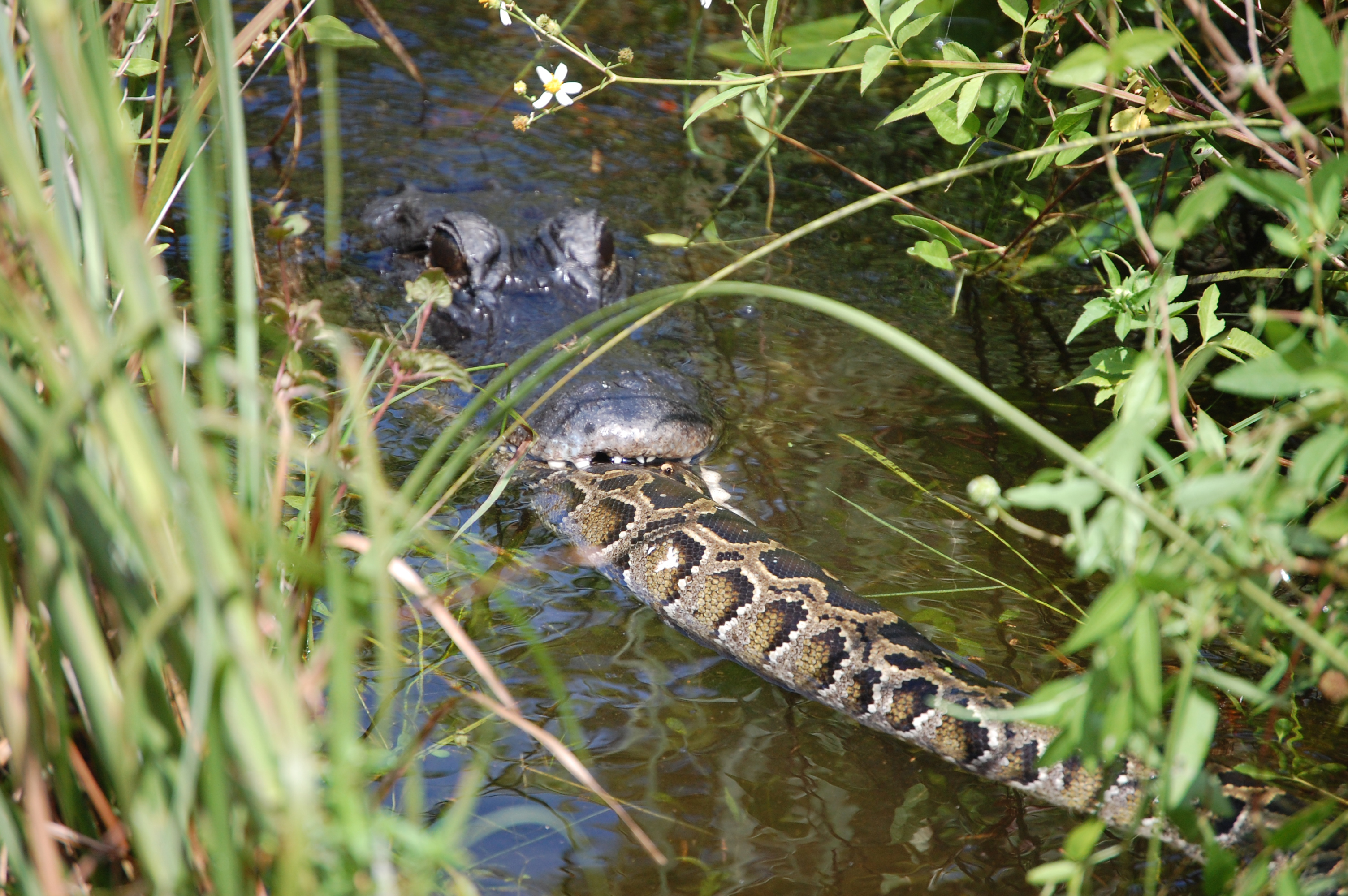
Một con cá sấu mõm ngắn Mỹ đang ăn thịt một con trăn Miến Điện
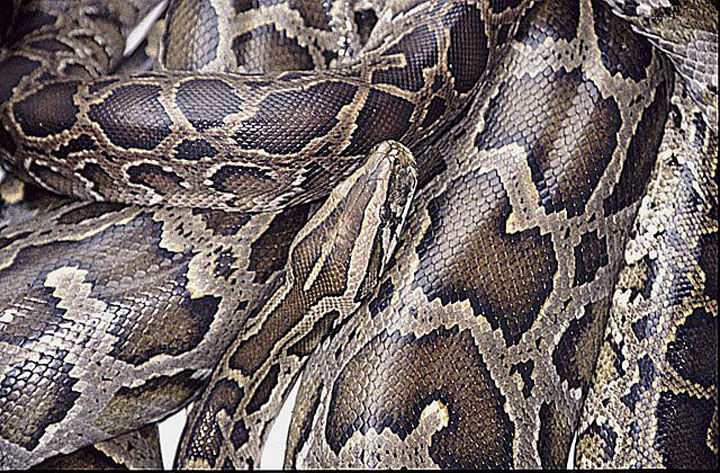
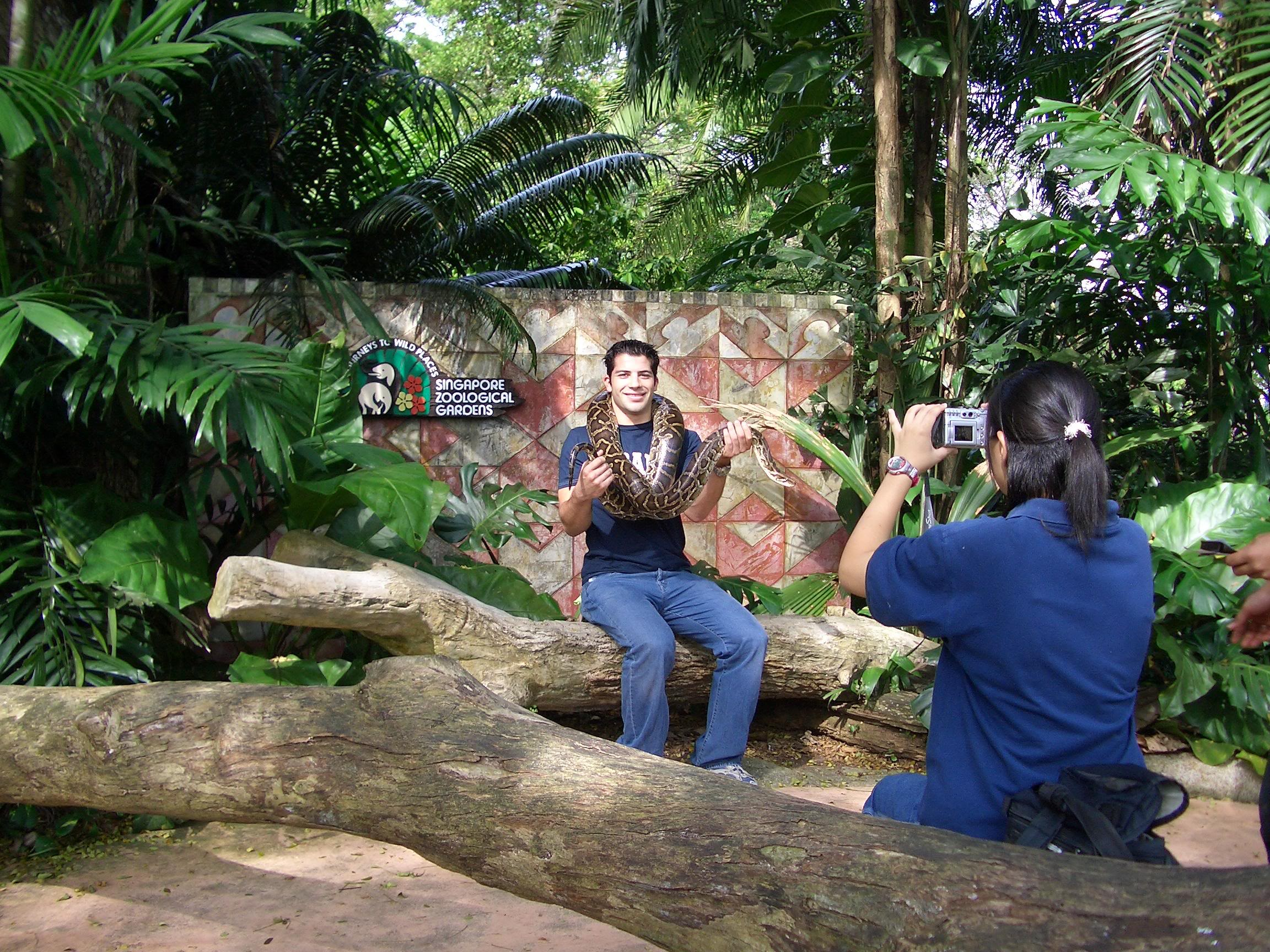
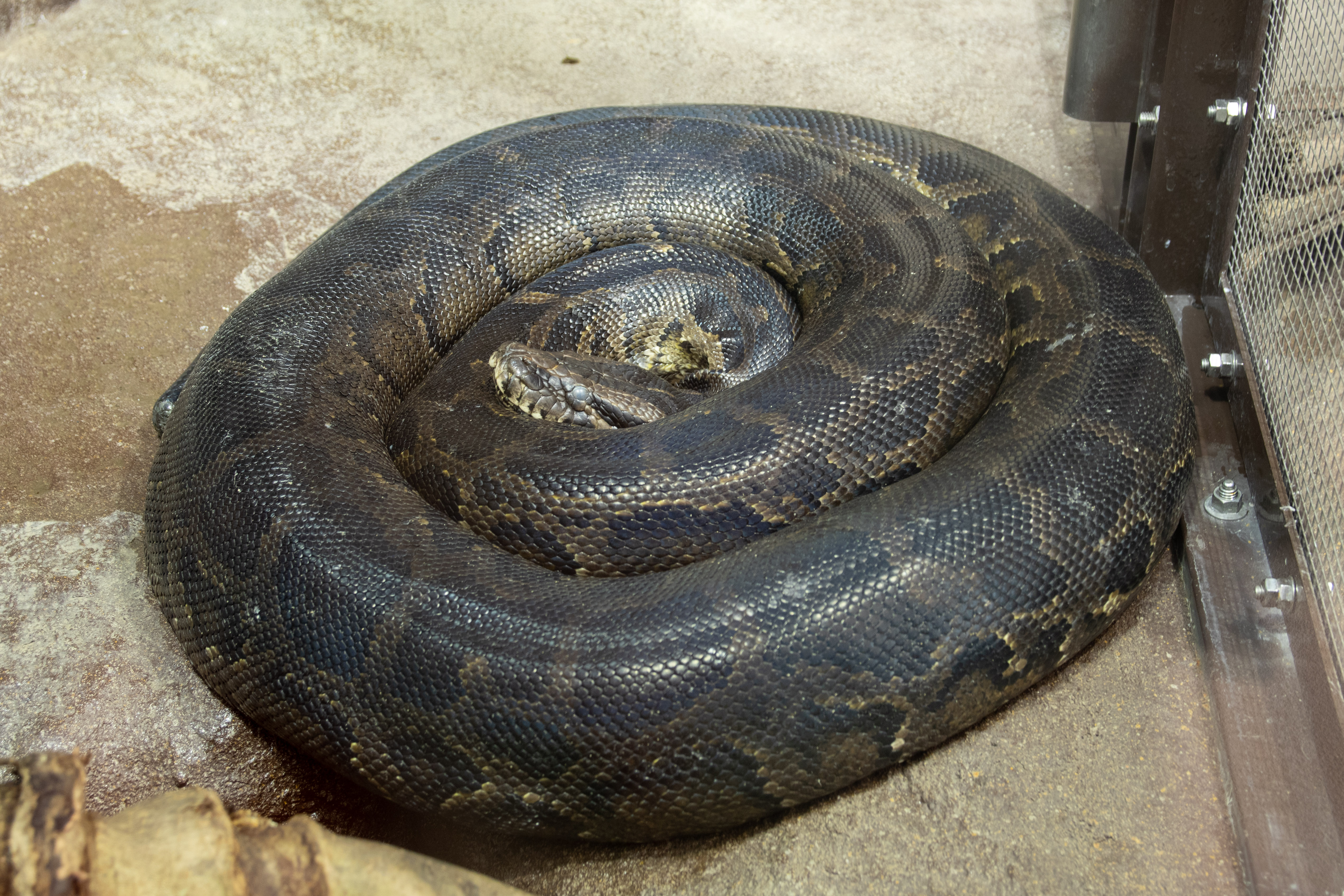
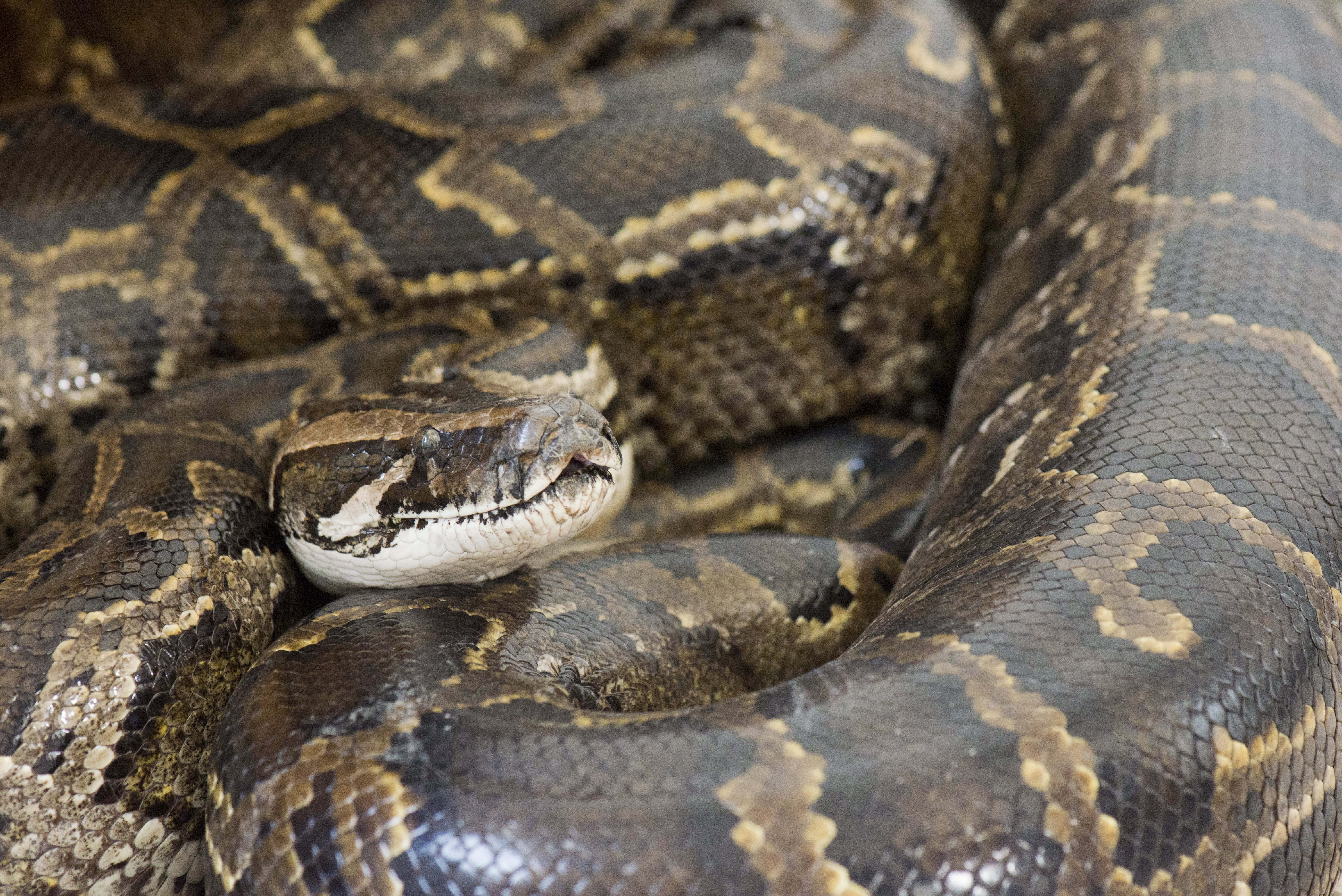
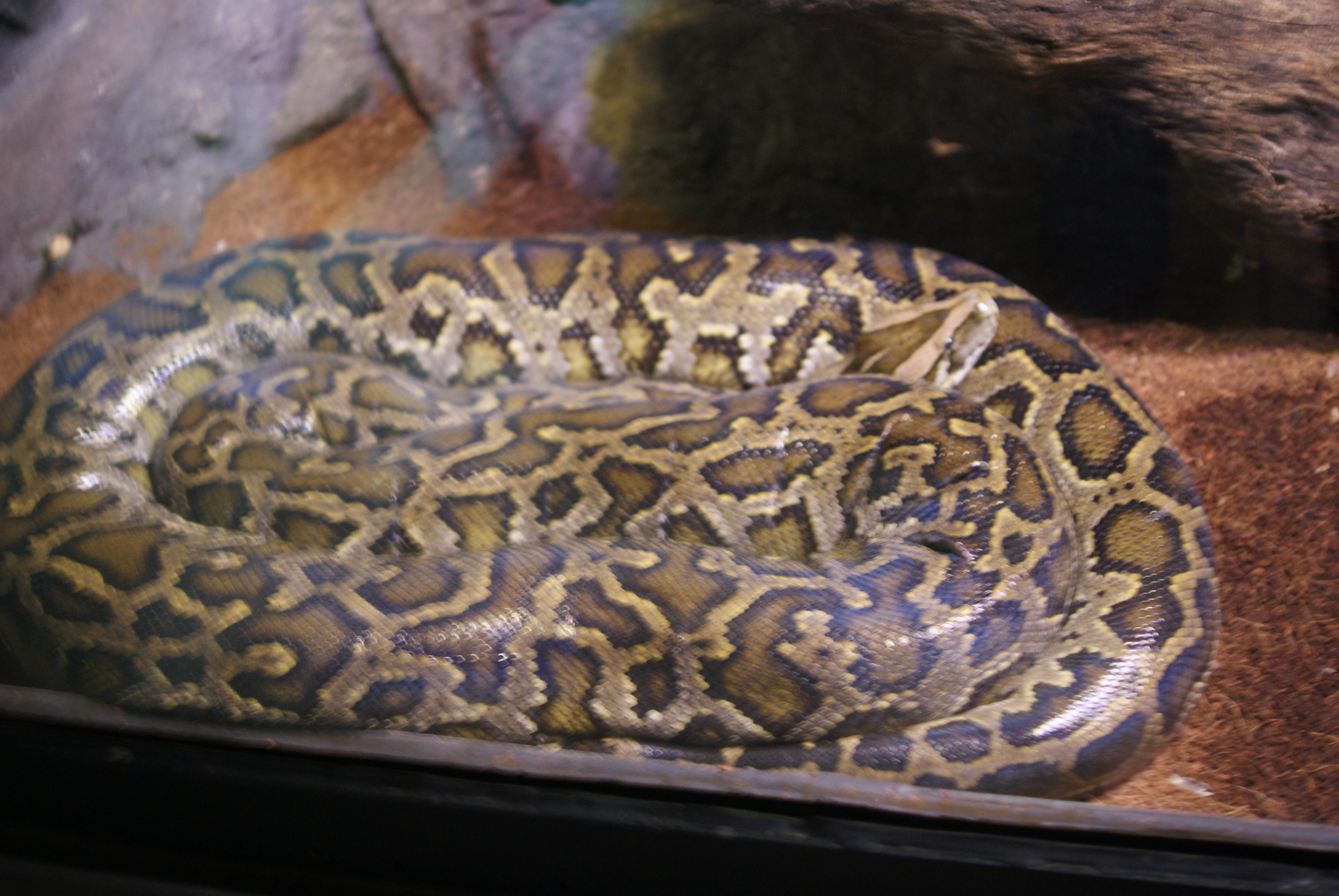